# Adramelech

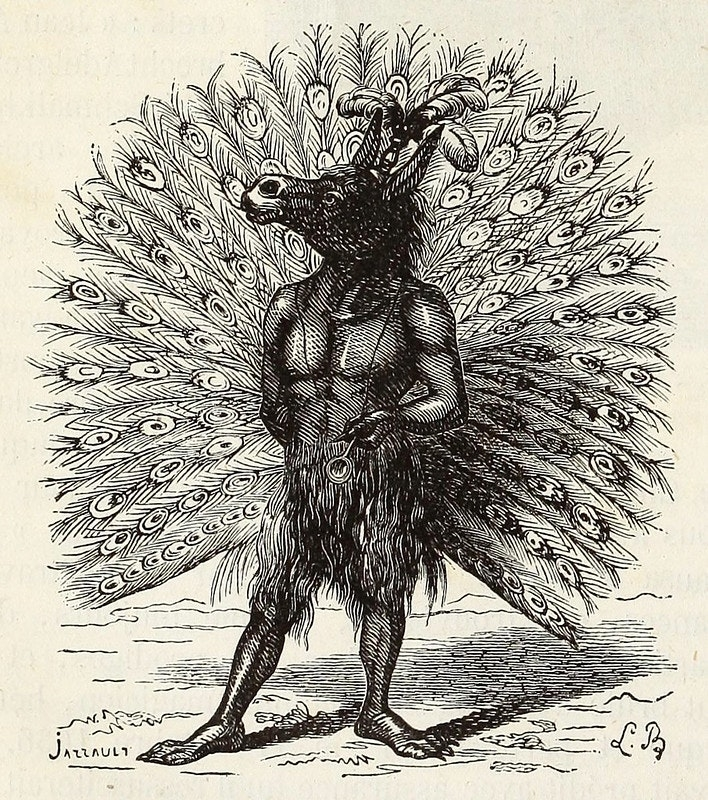
Adramelech według Słownika wiedzy tajemnej Collina de Plancy.

Adramelech, Adramelek, Adar-malik (król ognia) – upadły anioł, demon i bóstwo. Utożsamiany z Anu i Molochem. Centrum kultu Adramelecha znajdowało się w mieście Sefarwaim.
Według Biblii (2 Ks. Król. 17, 31) Sefarwaici palili swoje dzieci na jego cześć. W chrześcijaństwie uznany za demona, upadłego anioła. Przed upadkiem należał do Chóru Tronów.
W tradycji okultystycznej Prezydent Demonicznego Senatu, Kanclerz Piekieł, Kawaler Orderu Muchy. Jest uznawany za ósmego z dziesięciu arcydemonów. Jest przedstawiany z głową i torsem człowieka, a resztą ciała muła lub pawia. W The History of Magic Kurta Seligmanna przedstawiany pod postacią konia. W A Dictionary of the Bible (s. 26) Philipa Schaffa jest przedstawiany jako lamassu.
W Raju utraconym Johna Miltona został strącony przez Uriela i Rafała i nazywany jest „idolem Asyryjczyków”. W Mesjadzie Klopstocka jest przedstawiany jako nieprzyjaciel Boga, bardziej podstępny, pyszny i złośliwy niż Szatan.

## Wkulturze masowej
Rozmaite postacie  o imieniu Adramelech, bądź Adrammelech pojawiają się lub są wzmiankowane m.in. w grze Final Fantasy XII czy Castlevania: Circle of the Moon, książce Umberta Eco Imię róży (powołuje się na niego Remigiusz z Varagine), powieści fantasy Mai Kossakowskiej Siewca Wiatru: Żarna niebios, powieści z gatunku horroru Grahama Mastertona Demony Normandii.